# Boucle temporelle
Une boucle temporelle est une forme particulière de voyage dans le temps dans laquelle le futur est rattaché au passé, une certaine période du temps se répétant alors continuellement. Elle est parfois utilisée pour désigner une boucle de causalité.
Ce type d'intrigue a notamment été développé dans le film Un jour sans fin de Harold Ramis sorti en 1993.

## Description
La boucle temporelle est souvent utilisée comme ressort scénaristique dans des œuvres de fiction et particulièrement de science-fiction. Seules une ou quelques personnes sont alors conscientes du phénomène.
Les histoires utilisant ce procédé se concentrent généralement sur un personnage qui, apprenant de chaque boucle successive, tente d'améliorer le déroulement des événements. Les boucles temporelles peuvent être comparées aux jeux vidéo et à d'autres médias interactifs, où un personnage dans une boucle en apprend davantage sur son environnement au fur et à mesure des boucles qui se produisent, et la boucle se termine avec une maîtrise complète de l'environnement du personnage.
La façon habituelle pour le protagoniste de sortir d'une boucle temporelle est donc d'acquérir des connaissances, utilisant la conservation de sa mémoire pour progresser et finalement quitter la boucle. La boucle temporelle est alors un processus de résolution de problème, et le récit devient semblable à un puzzle interactif.

## Dans la fiction

### Littérature
- Le Tunnel sous l'Univers (1955) de Frederik Pohl.
- October the First Is Too Late (en) (1966) de Fred Hoyle.
- 12 heures 01 (1973) de Richard A. Lupoff.
- Replay (1986) de Ken Grimwood.
- Prisonniers du temps (1999) de Michael Crichton.
- All You Need Is Kill (2004) de Hiroshi Sakurazaka.
- Le Dernier Jour de ma vie (2011) de Lauren Oliver.
- Miss Peregrine et les Enfants particuliers (2011) de Ransom Riggs.
- Une semaine, 7 lundis (2016) de Jessica Brody (écrivaine) (en).
- Les Sept Morts d'Evelyn Hardcastle (2020) de Stuart Turton (en).
- Un Noël sans fin (2021) de Christina Lauren.
- One Last Stop (2021) de Casey McQuiston.
- Wrong Place Wrong Time (2022) de Gillian McAllister (en).

### Bande dessinée
- La Jonque fantôme vue de l'orchestre (1981), roman graphique de Jean-Claude Forest.
- D.Gray-man (à partir de 2004), série manga de Katsura Hoshino.
- Time Shadows (2017-2021), manga de Yasuki Tanaka.

### Cinéma
- Céline et Julie vont en bateau (1974) de Jacques Rivette
- Un jour sans fin (1993) de Harold Ramis
- Gruesome (2006) de Jeff et Josh Crook
- Déjà vu (2006) de Tony Scott
- Triangle (2009) de Christopher Smith[4]
- Repeaters (2010) de Carl Bessai
- Source Code (2011) de Duncan Jones
- Mine Games (2012) de Richard Gray
- Haunter (2013) de Vincenzo Natali
- Edge of Tomorrow (2014) de Doug Liman
- Prédestination (2014) de Michael et Peter Spierig
- ARQ (2016) de Tony Elliott
- Miss Peregrine et les Enfants particuliers (2016) de Tim Burton
- Doctor Strange (2016) de Scott Derrickson
- Premier Contact (2016) de Denis Villeneuve
- Le Dernier Jour de ma vie (2017) de Ry Russo-Young
- Naked (2017) de Michael Tiddes
- Happy Birthdead (2017) de Christopher Landon
- La Colle (2017) d'Alexandre Castagnetti
- Car Crash (2017) de Cho Sun-ho
- When We First Met (2018) d'Ari Sandel
- Koko-di Koko-da (2019) de Johannes Nyholm
- Happy Birthdead 2 You (2019) de Christopher Landon
- Palm Springs (2020) de Max Barbakow
- Un mariage sans fin (de) (2020) de Maggie Peren
- Boss Level (2021) de Joe Carnahan
- Comme un lundi (2022) de Ryo Takebayashi
- One More Time (sv) (2023) de Jonathan Etzler
- En boucle (2023) de Junta Yamaguchi (ja)
- The Great Flood (대홍수, 2025) de Kim Byung-woo

### Télévision

#### Téléfilms
- 12 h 01, prisonnier du temps (1993) de Jack Sholder.
- Un Noël pour l'éternité (2006) de Catherine Cyra.
- The Last Day of Summer (en) (2007) de Blair Treu.
- Les Douze Noël de Kate (2011) de James Hayman.
- Une seconde chance pour Noël (2012) de Fred Olen Ray.
- Un mariage sans fin (2015) de Ron Oliver.
- Un Noël sans fin (2013) de Nisha Ganatra.

#### Séries télévisées
- Star Trek : La Nouvelle Génération (1992), épisode Causes et effets (saison 5, épisode 18).
- Code Lisa (1994), épisode Universal Remote (Télécommande de choc).
- Loïs et Clark : Les Nouvelles Aventures de Superman (1996), épisode Twas the Night Before Mxymas (La Boucle du temps, saison 4, épisode 11).
- Xena, la guerrière (1997), épisode Been There, Done That (Un jour sans fin, saison 3, épisode 2).
- Charmed (1998), épisode Déjà Vu All Over Again (Une journée sans fin).
- Demain à la une (1999), épisode Run, Gary, Run (Un journal sans fin).
- X-Files (1999), épisode Lundi (saison 6, épisode 14).
- Stargate-SG1 (2000), épisode L'Histoire sans fin (saison 4, épisode 6).
- Dawson (2000), épisode The Longest Day (Une journée sans fin).
- Buffy contre les vampires (2001), épisode Tous contre Buffy (saison 6, épisode 5)
- Tru Calling : Compte à rebours (2004), épisode The Longest Day (Le Jour le plus long).
- Code Lyoko (2005), épisode Un grand jour (saison 2, épisode 30).
- Totally Spies! (2006), épisode Une croisière sans fin (saison 4, épisode 12).
- Day Break (2006).
- Supernatural (2008), épisode Un jour sans fin (saison 3, épisode 11).
- La Vie de croisière de Zack et Cody (2008), épisode International Dateline (Une impression de déjà-vu).
- Fringe (2010), épisode White Tulip (Une tulipe blanche).
- Les Mystères de Haven (2011), épisode Audrey Parker's Day Off (Une journée sans fin).
- Cougar Town (2012), épisode My Life/Your World - Part One (Un jour sans fin, saison 3, épisode 14).
- Very Bad Blagues (2012), épisode Quand on est Mario et Luigi (saison 2, épisode 80).
- Lost Girl (2013), épisode Groundhog Fae (Un jour sans fin, saison 4, épisode 8).
- La Boucle infernale (2015)
- Re:Zero − Re:vivre dans un autre monde à partir de zéro (2016)
- American Dad! (2016), épisode Une fête sans fin (saison 14, épisode 1).
- 12 Monkeys (2016), épisode Lullaby (Un jour sans fin).
- Dark (2017).
- Cherif (2017), épisode La Mort de Kader Cherif (saison 4, épisode 4).
- Dark Matter (2017), épisode Un éternel recommencement (saison 3, épisode 4).
- Star Trek: Discovery (2017), épisode Troubler l'esprit des sages (saison 1, épisode 7).
- Legends of Tomorrow (2018), épisode Une heure sans fin (saison 3, épisode 11).
- Poupée russe (2019).
- Marvel : Les Agents du SHIELD (2020), épisode Un jour sans fin (saison 7, épisode 9).
- Angelo la Débrouille (2021), épisode Angelo la débrouille : Réveille-toi ! C'est Noël ! (saison 5, téléfilm spécial Noël).

### Jeux vidéo
- Dans Life Is Strange, le jeu vidéo utilise un principe similaire où le joueur peut revenir dans le passé indéfiniment afin de modifier les évènements, tout en conservant les connaissances acquises dans les précédents retours dans le temps.
- Dans The Legend of Zelda: Majora's Mask, le joueur revit à volonté les trois derniers jours avant la fin du monde en conservant les souvenirs et les objets accumulés, permettant ainsi à chaque recommencement d'avancer plus loin dans l'histoire vers l'affrontement final.
- Dans Outer Wilds, dans sa quête de recherche sur la civilisation disparue des Nomaï, le joueur est pris au piège d'une boucle temporelle de 22 minutes lui faisant conserver le savoir acquis à la fin de chacune des boucles, mais réinitialisant toute l'avancée qu'il a accomplie durant celle-ci, le forçant à planifier le déroulement de ses actions de manière réfléchie.
- Dans 12 Minutes, le joueur doit résoudre un mystère dans des cycles de douze minutes. Ainsi, à chaque fin de cycle, le joueur revient au début afin d'avancer dans son enquête.
- Dans Deathloop, le joueur incarne Colt, qui doit détruire une boucle temporelle sur l'île de Blackreef.
- Dans Minit, le jeu se déroule par boucles de 60 secondes, période au bout de laquelle le joueur revient au dernier checkpoint.